# Dirty Pretty Things
Dirty Pretty Things su engleski indie sastav formiran 2005. godine, nakon raspada Libertines-a. 
Sastav je do sada izdao album Waterloo to Anywhere (8. svibnja 2006.). Tijekom 2008. očekuje se izlazak dugoočekivanog novog albuma.